# Сверчковые
Сверчко́вые, или ложнокузнечиковые (лат. Grylloidea), — надсемейство насекомых из отряда прямокрылых, группы прыгающих (Saltatoria).

## Описание
Характеризуются лапками, состоящими из 3 члеников, неравными между собой ногами (передние бывают приспособлены к копанью или ходьбе), щетинкообразными усиками и нитевидными придатками — церками (лат. cerci)) на заднем конце брюшка; крылья иногда отсутствуют, нижние крылья длиннее верхних, складываются вдоль и выступают из-под верхних крыльев. У самцов одна из жилок (лат. vena plicata) на передних крыльях с многочисленными микроскопическими поперечными рубчиками, которые, задевая за выдающуюся жилку верхнего крыла другой стороны, производят характерное стрекотанье. Сверчковые, распространённые во всех частях света, в большинстве своём растительноядны и ведут скрытый образ жизни, гнездясь обыкновенно в земле.
К сверчковым относятся например настоящие сверчки, обыкновенная медведка с копательными передними ножками и укороченными надкрыльями, роющая норки в земле и вредящая при этом корням растений, муравьелюб обыкновенный (Myrmecophilus acervorum) — мелкое насекомое, живущее в муравьиных кучах.

## Количество видов
Сверчковые известны с триасового периода и насчитывают около 3700 известных ныне живущих видов, входящих примерно в 528 родов, а также 43 вымерших видов и 27 вымерших родов.

## Семейства и подсемейства
- Eneopteridae
  - Eneopterinae
  - Tafaliscinae
- Gryllidae — Настоящие сверчки
  - Brachytrupinae
  - Gryllinae
  - Gryllomiminae
  - Gryllomorphinae
  - Itarinae
  - Landrevinae
  - Oecanthinae — Стеблевые сверчки
  - Sclerogryllinae
- Mogoplistidae
  - Mogoplistinae (Bothromogoplistes)
- Paragryllidae
  - Paragryllinae
  - Rumeinae
- Phalangopsidae
  - Homeogryllinae
  - Luzarinae
  - Phalangopsinae
- Podoscirtidae
  - Euscyrtinae
  - Hapithinae
  - Pentacentrinae
  - Phaloriinae
  - Podoscirtinae
- Pteroplistidae
  - Pteroplistinae
- Trigonidiidae
  - Nemobiinae
  - Trigonidiinae